# Rômulo Azevedo Simão
Rômulo Azevedo Simão (Pirassununga, 7 ottobre 2001) è un calciatore brasiliano, centrocampista del Grêmio Novorizontino in prestito dal Palmeiras.

## Caratteristiche tecniche
È un centrocampista offensivo.

## Carriera
Rômulo ha iniziato la sua carriea nel 2019 con il Matonense nel Campeonato Paulista Segunda Divisão. Nel 2020 è stato acquistato dal Grêmio Novorizontino con cui ha giocato la Copa Paulista. Promosso in prima squadra nel 2021, il 5 giugno ha debuttato in Série C contro l'Ituano.
Il 20 febbraio 2024 è stato acquistato a titolo definitivo dal Palmeiras con un contratto quinquennale a partire dalla fine del Campionato Paulista 2024.

## Statistiche

### Presenze e reti nei club
Statistiche aggiornate al 12 agosto 2024.
| Stagione        | Squadra              | Campionato      | Campionato | Campionato | Coppe nazionali | Coppe nazionali | Coppe nazionali | Coppe continentali | Coppe continentali | Coppe continentali | Altre coppe | Altre coppe | Altre coppe | Totale | Totale | Totale |
| Stagione        | Squadra              | Comp            | Pres       | Reti       | Comp            | Pres            | Reti            | Comp               | Pres               | Reti               | Comp        | Pres        | Reti        | Pres   | Reti   |        |
| --------------- | -------------------- | --------------- | ---------- | ---------- | --------------- | --------------- | --------------- | ------------------ | ------------------ | ------------------ | ----------- | ----------- | ----------- | ------ | ------ | ------ |
| 2021            | Matonense            | SD/SP           | 11         | 2          |                 | -               | -               |                    | -                  | -                  |             | -           | -           | 11     | 2      |        |
| 2020            | Grêmio Novorizontino | A1/SP+D         | 0          | 0          |                 | -               | -               |                    | -                  | -                  | CP          | 8           | 3           | 8      | 3      |        |
| 2021            | Grêmio Novorizontino | A1/SP+C         | 0+9        | 0          | CB              | 0               | 0               |                    | -                  | -                  |             | -           | -           | 9      | 0      |        |
| 2022            | Grêmio Novorizontino | A1/SP+B         | 5+20       | 0+1        | CB              | 1               | 0               |                    | -                  | -                  |             | -           | -           | 26     | 1      |        |
| 2023            | Grêmio Novorizontino | A2/SP+B         | 19+32      | 4+7        | CB              | 0               | 0               |                    | -                  | -                  |             | -           | -           | 51     | 11     |        |
| 2024            | Grêmio Novorizontino | A1/SP           | 13         | 3          | CB              | 0               | 0               |                    | -                  | -                  |             | -           | -           | 13     | 3      |        |
| 2024            | Palmeiras            | A               | 5          | 0          | CB              | 1               | 0               | CL                 | 2                  | 0                  |             | -           | -           | 8      | 0      |        |
| Totale carriera | Totale carriera      | Totale carriera | 124        | 17         |                 | 2               | 0               |                    | 2                  | 0                  |             | 8           | 3           | 126    | 20     |        |

## Palmarès

### Club

#### Competizioni statali
- Campionato paulista: 1

Palmeiras: 2024
- Campionato Cearense: 1

Ceará: 2025